# Гляциодислокация

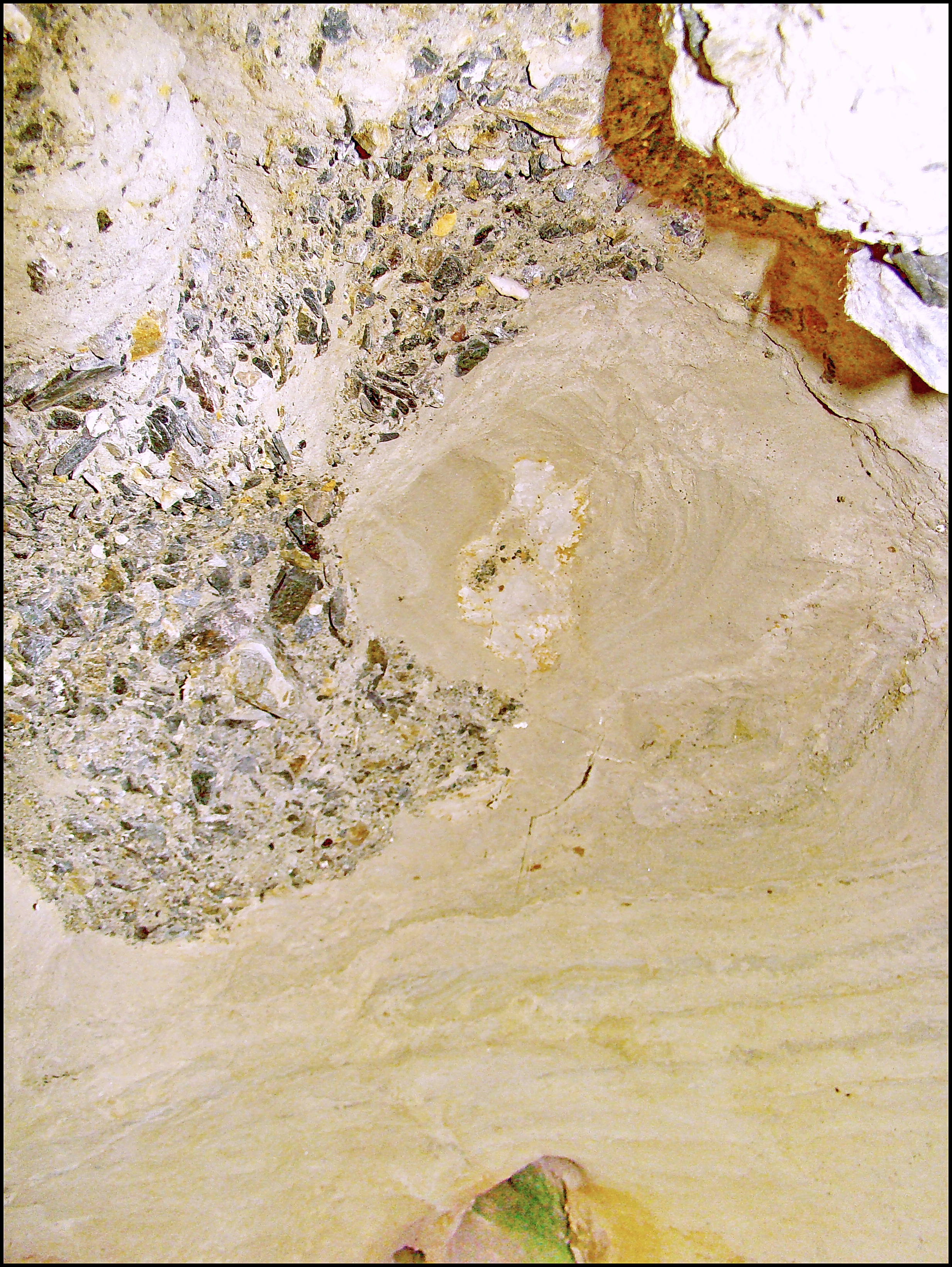
Контакт гляциоселевых отложений в мелководной зоне позднечетвертичного приледникового водоёма с дислоцированными весьма плотными песчанистыми глинами. Отчётливо видны гляциотектонические текстуры в глинистых отложениях, а также гляциоинтрузии обломочного материала по морозобойному клину. Алтай, июль 2010. Фото А. Н. Рудого.

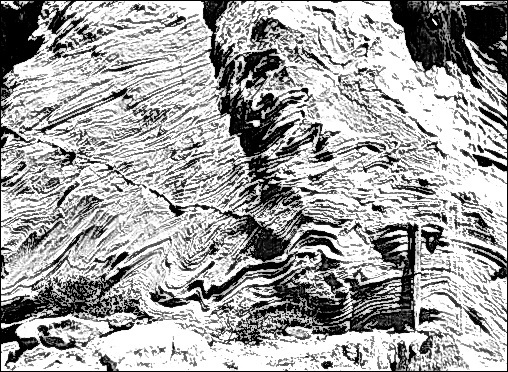
Гляциотектонические складки нагнетания, образовавшиеся в суглинисто-песчаных озерно-ледниковых отложении под влиянием двигавшегося позднее по ним активно наступающего ледника. Разрез Чаган, Горный Алтай. Август, 1981.

Гляциодислокации (лат. glacies — лед + дислокация) — все разновидности нарушений в залегании горных пород, вызванных воздействием ледников.
Гляциодислокации являются предметом изучения одного из научных направлений гляциологии, которое называется гляциотектоникой.
Все гляциодислокации М. Г. Гросвальд подразделяет на три основных группы:
- приповерхностные дислокации, связанные с активными ледниками;
- приповерхностные дислокации, связанные с деградирующим (мёртвым) льдом;
- гляциотектонические преобразования в более глубоких частях литосферы.

## Гляциодислокации, связанные с активно движущимися ледниками
Складчато-чешуйчатые (скибовые) деформации связаны с движением льда в периферических частях ледниковых покровов. К ним относятся все самые мощные известные гляциодислокации.
Согласно имеющимся гипотезам, такие дислокации образованы в результате движения эпитермальной части литосферы, примороженной к леднику, по плоскостям среза и скольжения, совпадавшим с нижней границей (гранью) многолетнемёрзлых пород. Одной из таких, крупнейших в мире гляциодислокаций, по-видимому, являются Сибирские Увалы в Западной Сибири. Крупные гляциодислокации скибового типа обнаружены в бывшем Песковском районе Гродненской области.
Крупнейшие складчато-чешуйчатые гляциодислокации на территории Беларуси достигают в длину 80 км при ширине до 3 км и более (Песковская). Они состоят из системы надвинутых друг на друга складок и чешуй, построенных из сильно деформированных осадочных пород различного (чаще мелового и палеогенового) возраста. Крупнейшие отторженцы представляют собой отделенные от субстрата глыбы мощностью до 100 м и более.
В результате ледниковой переработки поверхность и верхняя часть толщи дочетвертичных осадочных пород оказались сильно преобразованными. Такое преобразование на некоторых территориях выражается в удалении в результате экзарации огромных массивов (местами на глубину до 150—200 м) дочетвертичных пород, в то время как в других местах наблюдается значительное увеличение мощности осадочных пород (до 100—200 м по сравнению с исходной), происходящее вследствие формирования гляциодислокаций складчато-чешуйчатого и гляциодиапирового типов.

### Гляциодиапир
Механизм образования гляциадипиров связывается с давлением движущегося ледника по талому или водонасыщенному субстрату, морене, водноледниковым отложениям или отложениям приледниковых озёр. В результате давления льда на ложе происходит выдавливание субстрата в трещины в ослабленные участки нижних слоёв льда. Такие инъекции образуют также и так называемые гляциодайки.
Следует отметить, что образование гляциодислокаций происходит в результате возникновения под воздействием ледника значительных напряжений в подстилающих породах. В настоящее время имеется достаточный опыт реконструкции полей напряжений и условий формирования гляциотектонических структур по данным изучения вторичных нарушений, в том числе трещин скалывания и других структурных элементов гляциодислокаций.
- Инъективные дислокации, которые возникают при внедрении мягких, часто — пластичных и влажных, пород ледникового ложа в толщу активного льда (гляциодиапиры), в межлопастные пространства и прочие участки пониженного давления. К таким образованиям, частично, возможно относить формы, выраженные сейчас в виде известных Дудергофских и Павловских высот в Ленинградской области, хотя есть достаточно оснований говорить не только о диапиризме, но и о том, что погребённые здесь под отложениями позднечетвертичной морены кембрийские породы большой мощности относятся к настоящим ледниковым отторженцам[6].
- Ледниковые отторженцы — блоки осадочных горных пород, которые целиком отделены ледником от материнской толщи и полностью становятся составной частью собственно ледниковых отложений. При этом ледниковые отторженцы обычно более или менее сохраняют свои первичные признаки: текстуру и структуру.
- Малоамплитудные поверхностные складки нагнетания и волочения.

## Гляциодислокации, связанные с деградирующими ледниками (мёртвыми льдами)
- Гляциокарст — деформации просадочного и оползневого характера, которые обусловлены вытаиванием мёртвого льда. Такие гляциокарстовые (термокарстовые) воронки и котлы возникают часто катастрофически, на глазах, у краёв отступивших ледников, в перигляциальной зоне.
- Инъенктивные формы, которые возникают в результате выжимания пластичного материала (диапиризма) в трещины деградирующего льда. В частности, такой механизм описан для объяснения формирования поля маргинальных озов в Уймонской котловине в устьевой части долины р. Мульта на Алтае[7]. Эти заключения были сделаны на Алтае после основательных полевых изысканий с учётом исследований таких форм в Канаде и в Швеции[8][9]

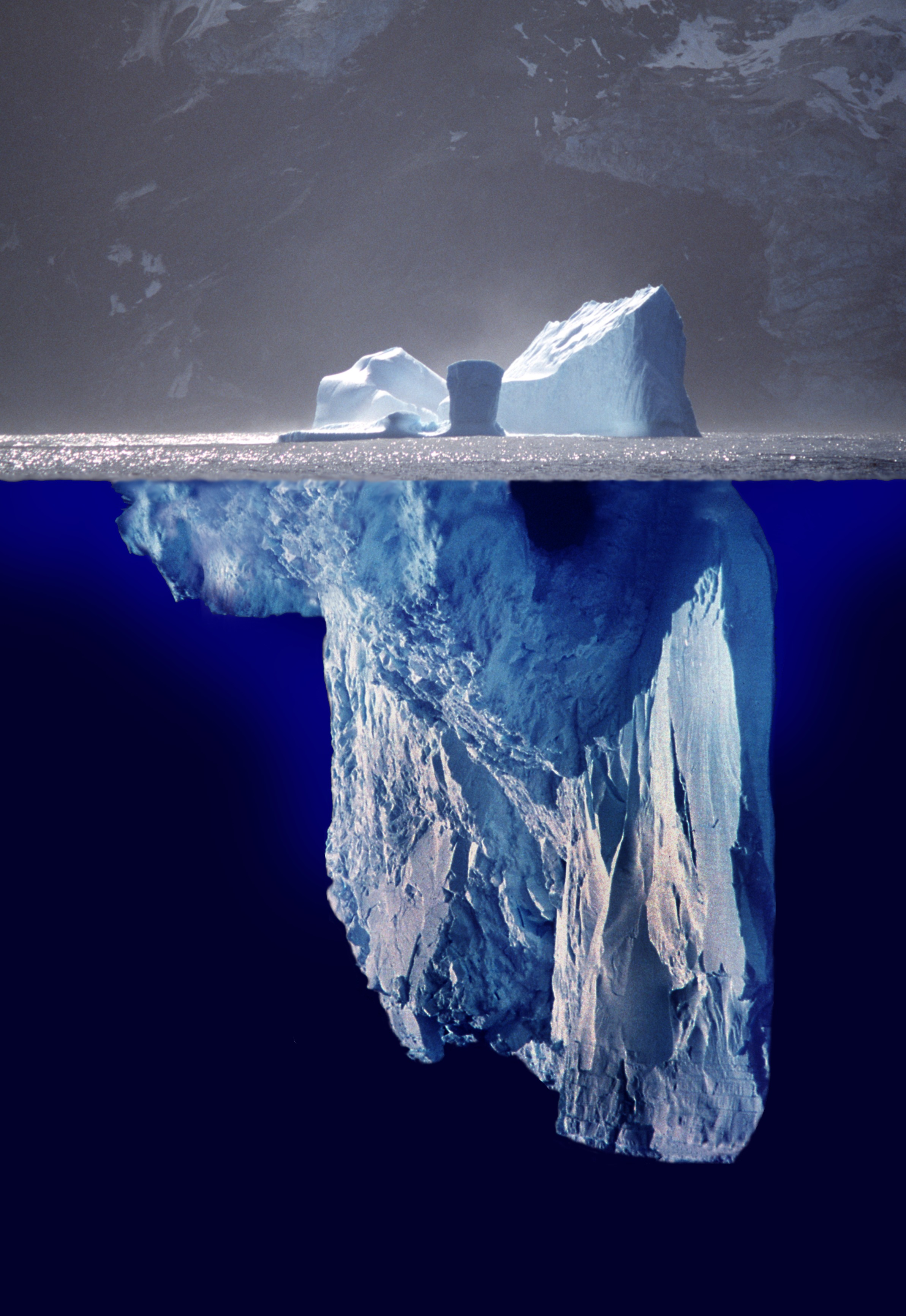
Фотомонтаж реального антарктического айсберга (верхняя, надводная часть) в полную, подводную, мощность льда.

- Айсберговые дислокации — к ним относятся деформации донных отложений океанов, морей и других водоёмов приледникового типа, связанные с динамическим воздействием айсбергов. Айсберговые дислокации, в соответствии с размерами крупнейших айсбергов, могут возникать на глубинах до 500 м, а в Антарктике — до 600 м[10]. Эти дислокации имеют вид борозд выпахивания глубиной до 2 — 2,5 м, иногда — до 19 м, и шириной до 20 м. Эти борозды «лежат» на продолжении фьордов и других подводных ледниковых долин в направлении господствующих течений.

Образование борозд сопровождается складчатыми и чешуйчатыми дислокациями грунта, дно обогащается ледниковыми валунами и галькой, принесёнными айсбергами. В местах посадки айсбергов на мель часто можно наблюдать изометричные отпечатки-вмятины, иногда с залегающими в них дропстоунами.
Изучение айсберговых дислокаций имеет большое значение для разработки методов защиты подводных коммуникаций от повреждения айсбергами, в частности — нефте- и газопроводов (например, в море Бофорта и в других районах Арктики).

## Гляциоизостатические движенияземной коры
Эти дислокации некоторые гляциологи и геологи лишь условно относят к гляциодислокациям. В этом же физическом ряду можно отметить процессы активизации разломов этой коры, связанной с ледниковой нагрузкой, и гляциогалокинез.

### Гляциогалокинез
Это интенсивный рост погребённых соляных структур (соляных куполов и штоков) под воздействием ледниковой нагрузки. Большое значение активности гляциогалокинеза подтверждается закономерными взаимоотношениями между следами древних оледенений (конечными моренами, гляциодислокациями) и распределением соляных структур. Согласованность этих следов и явлений соляной тектоники установлены в Дании, на Северо-Германской низменности, на территории Припятского прогиба и Днепровско-Донецкой впадины.
Одним из диагностических признаков ледникового галокинеза служат включения валунов каменной соли в четвертичные морены Прибалтики, Белоруссии и Кировской области.